# Halopteris gemellipara
Halopteris gemellipara is een hydroïdpoliep uit de familie Halopterididae. De poliep komt uit het geslacht Halopteris. Halopteris gemellipara werd in 1962 voor het eerst wetenschappelijk beschreven door Millard. 